# Conger
Conger – miasto w Stanach Zjednoczonych, w stanie Minnesota, w hrabstwie Freeborn.